# Церква святого Власія в Загребі
45°48′40″ пн. ш. 15°57′38″ сх. д. / 45.81114° пн. ш. 15.96069° сх. д.

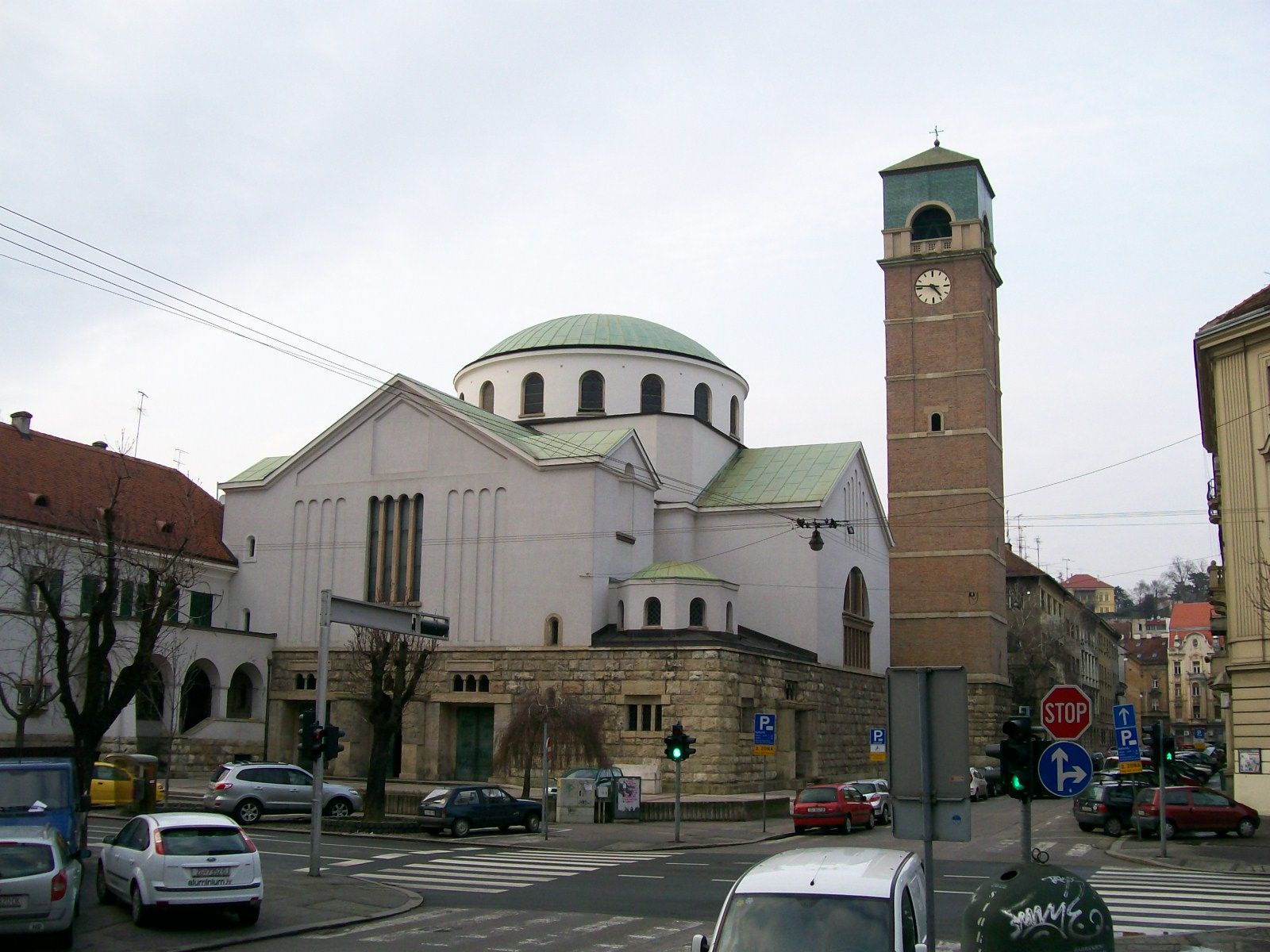
Церква святого Власія

Церква святого Власія в Загребі (хорв. Crkva Svetog Blaža) — римсько-католицький храм в Загребі.

## Історія

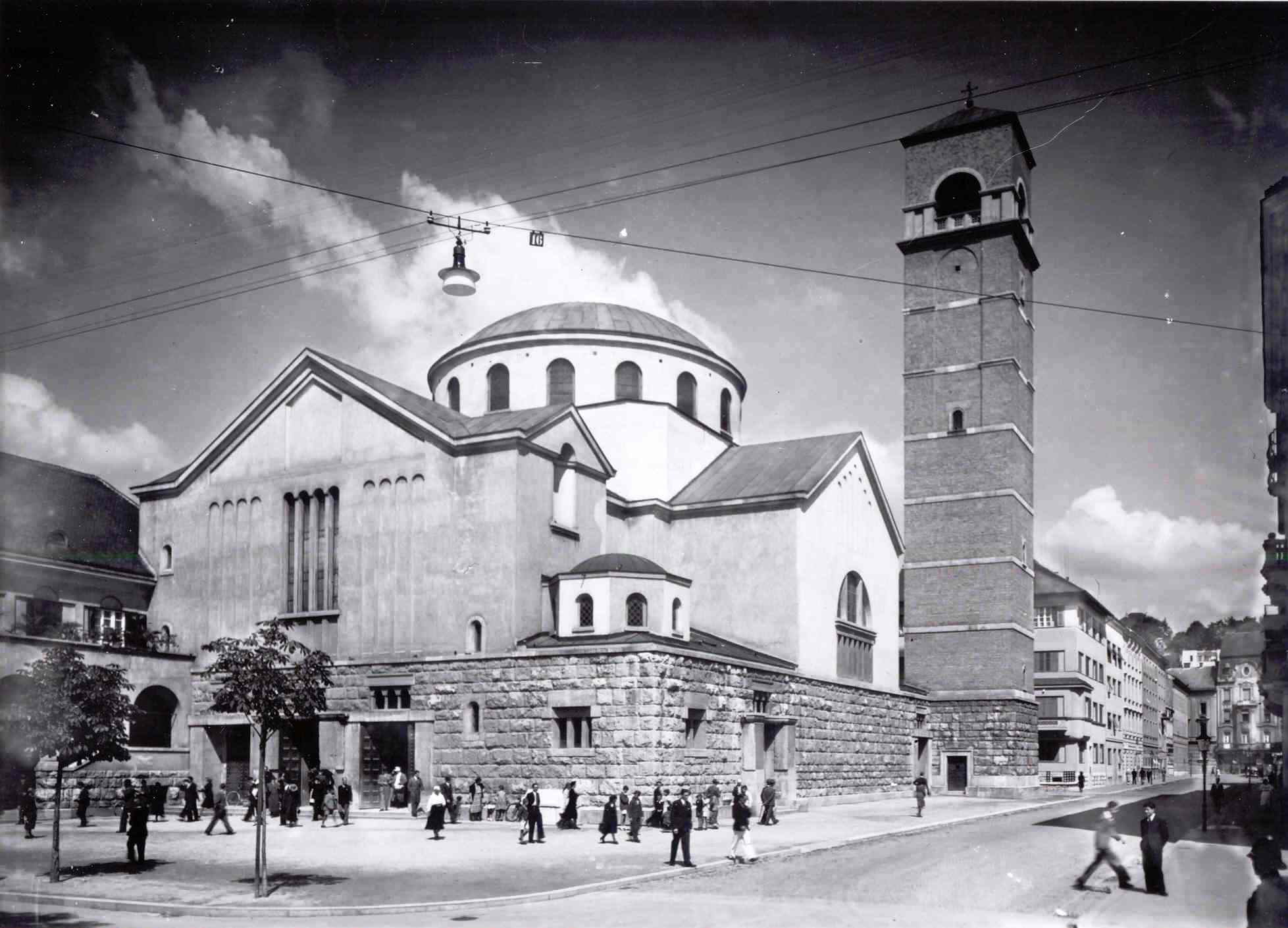
Церква святого Власія 1930-ті роки

Ідея будівництва церкви належить священику Едуарду Сухину. На початку XX століття був оголошення про проведення конкурсу на кращий архітектурний проект нової церкви, і кращою була визнана робота Віктора Ковачіча. Джерелом натхнення для архітектора послужили ранньохристиянські будівлі в Равенні . Будівництво почалося в 1912 році і було завершено в 1915 році.

## Архітектура і інтер'єр
В основі храм має форму грецького хреста і увінчаний залізобетонним куполом близько 18 метрів в діаметрі. У 1932 році був створений мармуровий вівтар. Над вівтарем підноситься балдахін на чотирьох стовпах, прикрашених рельєфами і закінчуються надбудовами у вигляді пірамід. На балдахіні вирізані зображення хорватських святих, а на арках - слова з Книги пророка Малахії: «Бо від сходу сонця до заходу велике буде ім'я Моє між народами, і на всякому місці будуть приносити фіміам імені Моєму».
Усередині храму знаходиться каплиця, присвячена святій Терезі Дитятка Ісуса, де зберігається вівтарний образ авторства Мірко Рачки.
На внутрішній частині купола знаходиться мозаїка, що зображає Святого Духа у вигляді голуба. Бічні вівтарі присвячені Богоматері і Найсвятішому Серцю Ісуса. У притворі знаходиться мармуровий рельєф авторства Іво Кердіча, що зображає святого Антонія Падуанського.
У храмі також знаходиться вертеп «Хорватське Різдво», зроблений в 1916 році Войтом Бранішем  і відреставрований в 1969 році. Персонажі одягнені в хорватські національні костюми. Вертеп зберігається в великому дерев'яному шафі, закритому протягом усього року, крім Різдвяного часу.
Орган церкви Святого Власія, виготовлений в 1911 році, має один мануал і педаль з 11 регістрами. Повна реставрація органу була проведена в 2003 році.
З 17 червня 2017 року в церкві також є музейний простір 